# 飯塚地区消防組合
飯塚地区消防組合（いいづかちくしょうぼうくみあい）は、福岡県飯塚市、嘉麻市、嘉穂郡桂川町の2市1町で組織する一部事務組合（消防組合）。

## 概要
出典による。基礎情報は右表を参照。

## 沿革
出典による。
- 1975年（昭和40年） 4月1日 - 飯塚地区消防組合設置
- 1980年（昭和45年）10月1日 - 桂川派出所を桂川消防署に格上げ
- 2013年（平成25年）度 - 組織再編実行部会を設置（住民説明用資料作成）
- 2014年（平成26年）度 - 住民説明会 庁舎用地の取得
- 2015年（平成27年）度 - 庁舎用地の取得 庁舎建設準備
- 2016年（平成28年）度 - 庁舎建設準備
- 2018年（平成30年）4月 - 飯塚消防署庄内元吉出張所開庁。頴田派出所を廃止。
- 2019年（平成31年/令和元年） 4月1日 - 3署体制から1署体制に移行
  - 山田消防署を飯塚消防署嘉麻分署山田出張所に格下げし、嘉穂派出所・碓氷派出所を廃止。
  - 桂川消防署を飯塚消防署桂川分署に格下げ。穂波派出所を飯塚消防署に移管。
  - 飯塚消防署嘉麻分署開庁。山田出張所・稲築派出所を所管。
- 2020年（令和2年）10月 - 飯塚消防署桂川分署を桂川町九郎丸の新庁舎に移転。
- 2021年（令和3年）
  - 2月5日 - 消防本部・飯塚消防署移転等の改編を実施。 
    - 消防本部および飯塚消防署を飯塚市菰田に移転
    - 旧消防署を飯塚消防署片島分署として開庁。
    - 飯塚消防署岩崎出張所を試験運用開始。
    - 飯塚消防署二瀬派出所・穂波派出所を廃止。

  - 4月2日 - 岩崎出張所開庁。稲築派出所を廃止。
- 2022年(令和4年)度 - 組織再編終了。

## 消防署
2021年4月現在
| 消防署     | 住所           | 分署                                                                       | 出張所                                              |
| ---------- | -------------- | -------------------------------------------------------------------------- | --------------------------------------------------- |
| 飯塚消防署 | 飯塚市菰田52-1 | 片島:飯塚市片島3-16-8 嘉麻:嘉麻市大隈町250-13 桂川:嘉穂郡桂川町九郎丸611-1 | 庄内元吉:飯塚市庄内元吉179-1 岩崎:嘉麻市岩崎651番地 |

## 消防体制の見直し
出典による。

### 経緯
飯塚地区消防組合では2署態勢で消防業務を開始して以来、3署8派出所体勢にまで増強してきた。しかしながら一度も消防体制の見直しがとられなかったこと、消防官署の配置の非効率さ、施設の老朽化を理由に、3署8派出所を1署3分署2出張所に統廃合・設備更新および部隊再編を行う方針であり、2013年から8年かけて実施され、2021年4月に完了した。

### 再編前の消防署配置
| 消防署     | 住所                     | 派出所                                                            |
| ---------- | ------------------------ | ----------------------------------------------------------------- |
| 飯塚消防署 | 飯塚市片島3-16-8         | 二瀬:飯塚市伊川546-2 頴田:飯塚市口原19-4 庄内:飯塚市有安889       |
| 山田消防署 | 嘉麻市上山田1200-1       | 稲築:嘉麻市鴨生262-4 碓井:嘉麻市飯田1004-14 嘉穂:嘉麻市上西郷91-4 |
| 桂川消防署 | 嘉穂郡桂川町大字寿命89-8 | 筑穂:飯塚市大分360-2 穂波:飯塚市忠隈396-1                         |

### 主な再編内容
- 飯塚消防署を飯塚市片島から飯塚市菰田に移転。
- 片島分署設置。旧飯塚消防署を片島分署として活用。
- 山田消防署を山田出張所に格下げしたのち、廃止。嘉麻市大隈に嘉麻分署を設置。
- 桂川消防署を桂川分署に格下げ。桂川町寿命から桂川町九郎丸に移転。
- すべての派出所を廃止。
- 飯塚消防署庄内元吉出張所を飯塚市庄内元吉に設置。
- 飯塚消防署岩崎出張所を嘉麻市岩崎に設置。